# Nettokapitalexport
Ein Nettokapitalexport liegt vor, wenn die Kapitalexporte einer Volkswirtschaft (Zunahme der Forderungen gegenüber Ausländern z. B. in Form von Lieferantenkrediten oder Abnahme der Verbindlichkeiten) die Kapitalimporte (Zunahme der Verbindlichkeiten gegenüber Ausländern oder Abnahme der Forderungen) wertmäßig innerhalb eines bestimmten Zeitraumes übersteigen.
Der Saldo der Kapitalbilanz (Kapitalbilanz im weiteren Sinn = Kapitalverkehrsbilanz + Devisenbilanz) ist in diesem Falle negativ (KB < 0).
Ein Nettokapitalexport spiegelt die Finanzierungsseite eines Leistungsbilanzüberschusses wider, da sich die ausländischen Volkswirtschaften im Inland verschulden, um die Importe aus dem Inland (entsprechen den Exporten des Inlands) zu finanzieren.
Bei flexiblem Wechselkurs (keine Interventionen der Zentralbank und daher ausgeglichene Devisenbilanz) gilt wegen DB = 0, Z = LB + K + DB und Z = 0 ex post wegen der doppelten Buchführung stets exakt LB = -K, das heißt ein Leistungsbilanzüberschuss geht immer mit einem gleich hohen Nettokapitalexport einher und umgekehrt. 
Ein negativer Saldo der Kapitalbilanz verbessert die Nettoauslandsposition einer Volkswirtschaft, das bedeutet eine positive Veränderung des Forderungen- und Verbindlichkeitenbestands gegenüber dem Ausland.
Im Zusammenhang andauernder Nettokapitalexporte ist oft von sogenannter Kapitalflucht die Rede. Diese kann durch andauernd schlechte Kapitalanlagebedingungen im Inland gegeben sein, etwa wegen eines erhöhten Risikoabschlags auf die Verzinsung aufgrund fehlender institutioneller Sicherheiten. In diesem Fall werden Portfolio- und Direktinvestitionen vor allem im Ausland getätigt. Dies birgt Schadensrisiken für die Entwicklung einer Ökonomie, da die privaten Ersparnisse dauerhaft der Binnenwirtschaft entzogen werden. 
- Z  = Saldo der Zahlungsbilanz
- LB = Saldo der Leistungsbilanz
- KB = Saldo der Kapitalbilanz im weiteren Sinn (Kapitalverkehrsbilanz und Devisenbilanz)
- K  = Saldo der Kapitalverkehrsbilanz (Kapitalbilanz im engeren Sinn)
- DB = Saldo der Devisenbilanz der Zentralbank (positiver Saldo = Abnahme der Währungsreserven)